# Seznam poslancev sedme italijanske legislature
Seznam poslancev sedme italijanske legislature prikazuje imena poslancev Sedme legislature Italijanske republike po splošnih volitvah leta 1976.

## Povzetek sestave
| Parlamentarne skupine                                                | končna Leg. |
| -------------------------------------------------------------------- | ----------- |
| Komunisti                                                            | 220         |
| Krščanski demokrati                                                  | 263         |
| Movimento Sociale Italiano - Destra Nazionale                        | 17          |
| Partito Socialista Democratico Italiano                              | 15          |
| Partito Socialista Italiano                                          | 57          |
| Repubblicano                                                         | 14          |
| Partito Liberale Italiano                                            | 5           |
| Partito di Unità Proletaria per il Comunismo - Democrazia Proletaria | 5           |
| Partito Radicale                                                     | 5           |
| Costituente di Destra - Democrazia Nazionale                         | 15          |
| Misto                                                                | 14          |
| Skupaj                                                               | 630         |

## Predsedstvo

#### Predsednik
- Pietro Ingrao (PCI)

#### Podpredsedniki
- Luigi Mariotti (PSI)
- Oscar Luigi Scalfaro (DC)
- Pietro Bucalossi (PRI)
- Virginio Rognoni (DC) (zapustil funkcijo 13.6.1978)
- Maria Eletta Martini (DC) (izvoljena 21.6.1978)

#### Kvestorji
- Carlo Molè (DC)
- Mario Ferri (PSI) (zapustil funkcijo 8.5.1978)
- Aldo Venturini (PSI) (izvoljen 14.6.1978)
- Aldo D'Alessio (PCI)

#### Sekretarji
- Carmen Casapieri (PCI)
- Franco Coccia (PCI)
- Maria Magnani Noya (PSI)
- Alessandro Reggiani (PSDI)
- Danilo Morini (DC)
- Carlo Stella (DC)
- Antonio Mazzarino (PLI)
- Angelo Nicosia (MSI-DN)

## Parlamentarne skupine

### Krščanski demokrati

#### Predsednik
- Flaminio Piccoli (v funkciji do 2.10.1978)
- Giovanni Galloni (v funkciji od 2.10.1978)

#### Podpredsedniki
- Guido Bernardi (v funkciji do 15.3.1978)
- Gerardo Bianco (v funkciji do 15.3.1978)
- Leandro Fusaro
- Calogero Pumilia (v funkciji do 15.3.1978)

#### Sekretarji
- Alessandro Giordano (v funkciji do 12.12.1977)
- Enzo Meucci
- Giorgio Santuz

#### Upravni sekretarji
- Sergio Pezzati

#### Člani
- Alberto Aiardi
- Gianfranco Aliverti
- Cesare Allegri
- Giovanni Amabile
- Domenico Amalfitano
- Alfonso Ambrosino
- Giovanni Andreoni
- Giulio Andreotti
- Tina Anselmi
- Dario Antoniozzi
- Baldassare Armato
- Angelo Armella
- Gian Aldo Arnaud
- Giuseppe Azzaro
- Moreno Bambi
- Davide Barba
- Martino Bardotti (v funkciji do 18.7.1978)

Giovannino Fiori (prevzel 20.7.1978)
- Piero Bassetti
- Aldo Bassi
- Corrado Belci
- Ernesta Belussi
- Antonio Bisaglia
- Guido Bodrato
- Ines Boffardi
- Anselmo Boldrin
- Gilberto Bonalumi
- Paolo Bonomi
- Andrea Borri
- Andrea Borruso
- Franco Bortolani
- Manfredi Bosco
- Giuseppe Botta
- Francesco Bova
- Piergiorgio Bressani
- Beniamino Brocca
- Mauro Bubbico
- Maria Luigia Buro
- Paolo Cabras
- Italo Giulio Caiati
- Mario Campagnoli
- Lorenzo Cappelli
- Rodolfo Carelli
- Egidio Carenini
- Natale Carlotto
- Giuseppe Caroli
- Gianuario Carta
- Ignazio Caruso
- Amelia Casadei
- Francesco Casati
- Maria Luisa Cassanmagnago Cerretti
- Albertino Castellucci
- Francesco Cattanei
- Stefano Cavaliere
- Paola Cavigliasso
- Benito Cazora
- Leonardo Ciannamea
- Bartolomeo Ciccardini
- Severino Citaristi
- Ezio Citterio
- Emilio Colombo
- Renato Corà
- Marino Corder
- Francesco Cossiga
- Giuseppe Costamagna
- Nino Cristofori
- Sergio Cuminetti
- Giuseppe Antonio Dal Maso
- Emo Danesi
- Bernardo D'Arezzo
- Clelio Darida
- Massimo De Carolis
- Germano De Cinque
- Vincenzo De Cosmo
- Ciriaco De Mita
- Mazarino Marco De Petro
- Alfredo De Poi
- Costante Degan
- Giovanni Del Rio
- Renato Dell'Andro
- Carlo Donat Cattin
- Antonino Drago
- Enzo Erminero
- Franco Evangelisti
- Camillo Federico
- Carlo Felici
- Silvestro Ferrari
- Mario Fioret
- Giovanni Angelo Fontana
- Arnaldo Forlani
- Giuseppe Fornasari
- Luciano Forni
- Franco Foschi
- Carlo Fracanzani
- Luigi Michele Galli
- Giuseppe Gargani
- Mario Gargano
- Raffaele Garzia
- Piero Luigi Gasco
- Remo Gaspari
- Antonio Gava
- Luigi Giglia
- Giovanni Gioia
- Francesco Giuliari
- Giovanni Goria
- Natale Gottardo
- Luigi Granelli
- Niccolò Grassi Bertazzi
- Antonino Gullotti
- Mauro Ianniello
- Giovancarlo Iozzelli
- Bruno Kessler
- Giuseppe La Loggia
- Girolamo La Penna
- Giorgio La Pira (v funkciji do 5.11.1977)

Bruno Stegagnini (prevzel 9.11.1977)
- Salvatore La Rocca
- Antonio Laforgia
- Pasquale Lamorte
- Vito Lattanzio
- Pino Leccisi
- Nicola Lettieri
- Pier Giorgio Licheri
- Salvo Lima
- Concetto Lo Bello
- Arcangelo Lobianco
- Antonino Lombardo
- Pino Lucchesi
- Francesco Lussignoli
- Desiderio Maggioni
- Franco Malfatti
- Piergiovanni Malvestio
- Vincenzo Mancini
- Manfredo Manfredi
- Calogero Mannino
- Guido Mantella
- Virginiangelo Marabini
- Mario Dino Marocco
- Fiorenzo Maroli
- Mario Martinelli
- Maria Eletta Martini
- Giuseppe Marton
- Antonio Marzotto Caotorta
- Clemente Mastella
- Antonio Matarrese
- Giovanni Matta
- Antonio Mario Franco Mazzarrino
- Francesco Mazzola
- Roberto Mazzotta
- Gioacchino Meneghetti
- Francesco Merloni
- Carlo Merolli
- Vincenzo Mezzogiorno
- Filippo Micheli
- Riccardo Misasi
- Carlo Molè
- Gianpaolo Mora
- Gaetano Morazzoni
- Danilo Morini
- Aldo Moro (v funkciji do 9.5.1978)

Donato Mario De Leonardis (prevzel 17.5.1978)
- Paolo Enrico Moro
- Vito Napoli
- Lorenzo Natali (v funkciji do 11.1.1977)

Natalino Di Giannantonio (prevzel 12.1.1977)
- Guglielmo Nucci
- Franco Orione
- Bruno Orsini
- Gianfranco Orsini
- Pietro Padula
- Filippo Maria Pandolfi
- Francesco Patriarca
- Vincenzo Pavone
- Gianmario Pellizzari
- Erminio Pennacchini
- Antonino Perrone
- Amerigo Petrucci
- Rolando Picchioni
- Enea Piccinelli
- Beppe Pisanu
- Natale Pisicchio
- Ferruccio Pisoni
- Ennio Pompei
- Claudio Pontello
- Giovanni Porcellana
- Costante Portatadino
- Giorgio Postal
- Giovanni Prandini
- Alberto Presutti
- Ernesto Pucci
- Vittoria Quarenghi
- Francesco Quattrone
- Giuseppe Quieti
- Luciano Radi
- Pietro Rende
- Emidio Revelli
- Gianfranco Rocelli
- Virginio Rognoni
- Elio Rosati
- Giacomo Rosini
- Luigi Rossi di Montelera
- Emilio Rubbi
- Attilio Ruffini
- Mariano Rumor
- Carlo Russo
- Ferdinando Russo
- Vincenzo Russo
- Gianfranco Sabbatini
- Giosuè Salomone
- Franco Salvi
- Nicola Sanese
- Carlo Sangalli
- Angelo Sanza
- Mauro Savino
- Oscar Luigi Scalfaro
- Vito Scalia
- Vincenzo Scarlato
- Vincenzo Scotti
- Giacomo Sedati
- Mariotto Segni
- Marcello Sgarlata
- Giuliano Silvestri
- Giuseppe Sinesio
- Francesco Sobrero
- Edoardo Speranza
- Alberto Spigaroli (v funkciji od 17.2.1977)
- Giuseppe Sposetti
- Carlo Squeri
- Carlo Stella
- Michele Tantalo
- Mario Tassone
- Nadir Tedeschi
- Aristide Tesini
- Giancarlo Tesini
- Giorgio Tombesi
- Emilio Trabucchi
- Giacinto Urso
- Salvatore Urso
- Mario Usellini
- Bruno Vecchiarelli
- Nicola Vernola
- Ruggero Villa
- Bruno Vincenzi
- Calogero Volpe (v funkciji do 3.8.1976)

Benedetto Del Castillo (prevzel 4.8.1976)
- Benigno Zaccagnini
- Giuseppe Zamberletti
- Bruno Zambon
- Antonino Zaniboni
- Giovanni Zarro
- Michele Zolla
- Pietro Zoppi
- Giuliano Zoso
- Guglielmo Zucconi
- Giuseppe Zuech
- Giuseppe Zurlo

### Partito Comunista Italiano

#### Predsednik
- Alessandro Natta

#### Podpredsedniki
- Fernando Di Giulio
- Alberto Malagugini (v funkciji do 27.1.1977)

#### Sekretarji
- Federico Brini
- Alberto Cecchi (v funkciji od 28.7.1978)
- Bruno Fracchia
- Maria Teresa Granati Caruso (v funkciji od 28.7.1978)
- Adriana Lodi Faustini Fustini
- Mario Pochetti

#### Člani
- Dolores Abbiati
- Nicola Adamo
- Guido Alborghetti
- Francesco Alici
- Abdon Alinovi
- Paolo Allegra
- Giuseppe Amarante
- Franco Ambrogio
- Giorgio Amendola
- Cesare Amici
- Vito Angelini
- Gaetano Angius (v funkciji do 17.2.1977)
- Varese Antoni
- Mario Arnone
- Domenico Bacchi
- Aimone Balbo di Vinadio
- Roberto Baldassari
- Vincenzo Baldassi
- Arnaldo Baracetti
- Maria Immacolata Barbarossa Voza
- Augusto Antonio Barbera
- Luciano Barca
- Mario Bardelli
- Eriase Belardi Merlo
- Antonio Bellocchio
- Enrico Berlinguer
- Giovanni Berlinguer
- Vinicio Bernardini
- Bruno Bernini
- Ivana Bernini Lavezzo
- Eletta Bertani Fogli
- Tommaso Biamonte
- Romana Bianchi Beretta
- Giorgio Bini
- Alfredo Bisignani
- Fausto Bocchi
- Mario Bolognari
- Emo Bonifazi
- Giovanna Bosi Maramotti
- Pier Giorgio Bottarelli
- Angela Maria Bottari
- Rosanna Branciforti
- Paolo Pietro Broccoli
- Antonino Brusca
- Giovanni Buzzoni
- Massimo Cacciari
- Armando Calaminici
- Giovanni Calice
- Giancarlo Cantelmi
- Leo Canullo
- Guido Cappelloni
- Guido Carandini
- Umberto Cardia
- Giovanni Battista Carlassara
- Pietro Carmeno
- Giuseppe Carrà
- Antonio Caruso
- Giorgio Casalino
- Carmen Casapieri
- Giuseppe Castoldi
- Sergio Ceravolo
- Benito Cerra
- Gianluca Cerrina Feroni
- Giuseppe Chiarante
- Cecilia Chiovini Facci
- Anna Maria Ciai Trivelli
- Lorenzo Cirasino
- Franco Coccia
- Maria Cocco
- Giancarla Codrignani
- Giulio Colomba
- Flavio Colonna
- Giovanni Battista Colurcio
- Cristina Conchiglia
- Antonio Conte
- Pietro Conti
- Salvatore Corallo
- Vincenzo Corghi
- Nadia Corradi
- Mario Cravedi
- Antonino Cuffaro
- Francesco Da Prato
- Giuseppe D'Alema
- Aldo D'Alessio
- Sergio De Carneri
- Paolo De Caro
- Michele De Gregorio
- Francesco Dulbecco
- Alfredo Erpete (v funkciji od 17.1.1979)
- Attilio Esposto
- Adriana Fabbri Seroni
- Adolfo Facchini
- Ivo Faenzi
- Giovanni Fantaci
- Guido Fanti
- Nevio Felicetti
- Sergio Flamigni
- Costantino Formica
- Salvatore Forte
- Giuseppe Fortunato
- Giovanni Furia
- Carlo Alberto Galluzzi
- Pietro Gambolato
- Mario Garbi
- Natalino Gatti
- Giovanni Giadresco
- Gabriele Giannantoni
- Mario Giannini
- Angela Giovagnoli Sposetti
- Raffaele Giura Longo
- Giuseppe Gramegna
- Lelio Grassucci
- Enrico Gualandi
- Nazzareno Guasso
- Paolo Guerrini
- Giuseppe Guglielmino
- Guido Ianni
- Pietro Ingrao
- Nilde Iotti
- Pio La Torre
- Giovanni Lamanna
- Silvio Leonardi
- Lucio Libertini
- Francesca Lodolini
- Luigi Longo
- Giorgio Macciotta
- Alberto Malagugini (v funkciji do 27.1.1977)

Marco Bertoli (prevzel 3.2.1977)
- Giuseppe Mancuso
- Giuseppe Manfredi
- Enza Marchi Dascola
- Andrea Margheri
- Alfredo Marraffini
- Leopoldo Attilio Martino
- Francesco Martorelli
- Arturo Marzano
- Vitilio Masiello
- Luigi Matrone
- Silvio Miana
- Vincenzo Miceli
- Giovanni Migliorini
- Armelino Milani
- Vanda Milano
- Ruggero Millet

poslanec do 9.8.1976 in se potem pridruži skupini Misto
- Aldo Mirate
- Saverio Monteleone
- Renzo Moschini
- Giorgio Napolitano
- Carla Federica Nespolo
- Bruno Niccoli
- Giuseppe Noberasco
- Achille Occhetto
- Mauro Olivi
- Francesco Ottaviano
- Morena Amabile Pagliai
- Giancarlo Pajetta
- Fulvio Palopoli
- Mario Pani
- Cristina Papa
- Maria Augusta Pecchia
- Eugenio Peggio
- Maria Agostina Pellegatta
- Giovanni Pellicani
- Tommaso Perantuono
- Domenico Petrella
- Piero Pratesi
- Giampiero Pucciarini
- Emilio Pugno
- Elio Quercioli
- Edmondo Raffaelli
- Marino Raicich
- Carlo Ramella
- Alfredo Reichlin
- Raimondo Ricci
- Grazia Riga
- Angela Maria Rosolen
- Giovanni Rossino
- Antonio Rubbi
- Ersilia Salvato
- Egizio Sandomenico
- Renato Sandri
- Milena Sarri
- Armando Sarti
- Eirene Sbriziolo De Felice
- Alba Scaramucci Guaitini
- Sergio Segre
- Tommaso Sicolo
- Ugo Spagnoli
- Agostino Spataro
- Livio Stefanelli
- Rolando Tamburini
- Mario Tanini
- Adelio Terraroli
- Sergio Tesi
- Alessandro Tessari

poslanec do 8.5.1979 in se potem pridruži Partito Radicale
- Giangiacomo Tessari
- Alberto Todros
- Francesco Toni
- Giovanni Torri
- Aldo Tortorella
- Aldo Tozzetti
- Giuseppe Siro Trezzini
- Rubes Triva
- Antonello Trombadori
- Alessandra Vaccaro Melucco
- Rosalia Vagli
- Tullio Vecchietti
- Guido Venegoni
- Ugo Vetere
- Rosario Villari
- Antonio Zavagnin
- Francesco Zoppetti

### Partito Socialista Italiano

#### Predsednik
- Bettino Craxi (v funkciji do 16.12.1976)
- Vincenzo Balzamo (v funkciji od 16.12.1976)

#### Podpredsedniki
- Michele Achilli
- Giuseppe Di Vagno jr.

#### Sekretarji
- Francesco Colucci

#### Člani
- Falco Accame
- Aldo Aniasi
- Gaetano Arfé
- Renato Ballardini
- Enzo Bartocci
- Paolo Battino Vittorelli
- Luigi Bertoldi
- Antonio Caldoro
- Nicola Capria
- Franco Castiglione
- Fabrizio Cicchitto
- Angelo Cresco
- Francesco De Martino
- Gianni De Michelis
- Luigi Dino Felisetti
- Marte Ferrari
- Mario Ferri (v funkciji do 8.5.1978)

Mauro Seppia (prevzel 17.5.1978)
- Loris Fortuna
- Salvatore Frasca
- Francesco Froio
- Vincenzo Gatto
- Antonio Giolitti (v funkciji do 11.1.1977)

Manlio Vineis (prevzel 12.1.1977)
- Alfredo Giovanardi
- Silvano Labriola
- Salvatore Lauricella
- Vito Vittorio Lenoci (v funkciji do 19.6.1978)

Angelo Ciavarella (prevzel 21.6.1978)
- Pietro Lezzi
- Riccardo Lombardi
- Maria Magnani Noya
- Enrico Manca
- Giacomo Mancini
- Luigi Mariotti
- Giorgio Mondino
- Amleto Monsellato
- Dino Moro
- Giovanni Mosca
- Enrico Novellini
- Sandro Pertini (v funkciji do 7.7.1978)

Antonio Enrico Canepa (prevzel 20.7.1978)
- Francesco Principe
- Enrico Quaranta
- Nevo Querci
- Gaspare Saladino
- Gianni Savoldi
- Stefano Servadei
- Claudio Signorile
- Antonio Testa
- Angelo Tiraboschi
- Giuseppe Tocco
- Aldo Venturini
- Mario Zagari
- Michele Zuccalà

### Movimento Sociale Italiano- Destra Nazionale

#### Predsednik
- Ernesto De Marzio (v funkciji do 21.12.1976)
- Giorgio Almirante (v funkciji od 11.1.1977 do 27.1.1977)
- Alfredo Pazzaglia (v funkciji od 27.1.1977)

#### Vicepresidenti
- Raffaele Delfino (v funkciji do 21.12.1976)
- Alfredo Pazzaglia (v funkciji od 11.1.1977 do 27.1.1977)
- Antonio Guarra (v funkciji od 27.1.1977)

#### Sekretarji
- Benito Bollati
- Giovanni Andrea Borromeo d'Adda (v funkciji do 21.12.1976)

#### Člani
- Tullio Abelli (v funkciji do 10.12.1976)

Andrea Galasso (prevzel 14.12.1976)
poslanec do 21.12.1976 in se potem pridruži Costituente di Destra-Democrazia Nazionale
- Francesco Giulio Baghino
- Giovanni Andrea Borromeo d'Adda

poslanec do 21.12.1976 in se potem pridruži Costituente di Destra-Democrazia Nazionale
- Giuseppe Calabrò

poslanec do 21.12.1976 in se potem pridruži Costituente di Destra-Democrazia Nazionale
- Adriano Cerquetti

poslanec do 21.12.1976 in se potem pridruži Costituente di Destra-Democrazia Nazionale
- Pietro Cerullo

poslanec do 21.12.1976 in se potem pridruži Costituente di Destra-Democrazia Nazionale
- Alfredo Covelli

poslanec do 27.12.1976 in se potem pridruži Costituente di Destra-Democrazia Nazionale
- Saverio D'Aquino

poslanec do 21.12.1976 in se potem pridruži  Costituente di Destra-Democrazia Nazionale
- Ernesto De Marzio

poslanec do 21.12.1976 in se potem pridruži Costituente di Destra-Democrazia Nazionale
- Olindo Del Donno (v funkciji od 13.1.1977)
- Raffaele Delfino

poslanec do 21.12.1976 in se potem pridruži Costituente di Destra-Democrazia Nazionale
- Ferdinando Di Nardo

poslanec do 21.12.1976 in se potem pridruži Costituente di Destra-Democrazia Nazionale
- Franco Franchi
- Achille Lauro

poslanec do 21.12.1976 in se potem pridruži Costituente di Destra-Democrazia Nazionale
- Guido Lo Porto
- Clemente Manco

poslanec do 21.12.1976 in se potem pridruži Costituente di Destra-Democrazia Nazionale
- Stefano Menicacci

poslanec do 21.12.1976 in se potem pridruži Costituente di Destra-Democrazia Nazionale
- Vito Miceli
- Angelo Nicosia

poslanec do 21.12.1976 in se potem pridruži Costituente di Destra-Democrazia Nazionale
- Adriana Palomby

poslanec do 21.12.1976 in se potem pridruži Costituente di Destra-Democrazia Nazionale
- Pino Rauti
- Giovanni Roberti

poslanec do 21.12.1976 in se potem pridruži Costituente di Destra-Democrazia Nazionale
- Pino Romualdi
- Orazio Santagati
- Franco Servello
- Pietro Sponziello

poslanec do 21.12.1976 in se potem pridruži Costituente di Destra-Democrazia Nazionale
- Enzo Trantino
- Mirko Tremaglia
- Antonino Tripodi
- Raffaele Valensise

### Costituente di Destra - Democrazia Nazionale

#### Predsednik
- Raffaele Delfino (v funkciji do 2.8.1978)
- Pietro Sponziello (v funkciji od 2.8.1978)

#### Podpredsedniki
- Adriano Cerquetti (v funkciji od 2.8.1978)
- Saverio D'Aquino (v funkciji do 10.5.1977)
- Andrea Galasso (v funkciji od 10.5.1977 do 2.8.1978)

#### Sekretarji
- Adriana Palomby (v funkciji od 2.8.1978)

#### Člani
- Giovanni Andrea Borromeo d'Adda (v funkciji do 17.4.1978)

Casimiro Bonfiglio (prevzel 26.4.1978)
- Giuseppe Calabrò
- Pietro Cerullo
- Alfredo Covelli
- Saverio D'Aquino
- Ernesto De Marzio
- Raffaele Delfino

poslanec do 8.5.1979 in se potem pridruži skupini Misto
- Ferdinando Di Nardo
- Andrea Galasso

poslanec do 8.5.1979 in se potem pridruži skupini Misto
- Achille Lauro
- Clemente Manco
- Stefano Menicacci
- Angelo Nicosia
- Giovanni Roberti

### Partito Socialista Democratico Italiano

#### Predsednik
- Luigi Preti (v funkciji do 25.10.1978)
- Franco Nicolazzi (v funkciji od 25.10.1978 do 20.3.1979)
- Alessandro Reggiani (v funkciji od 29.3.1979)

#### Podpredsedniki
- Umberto Righetti

#### Sekretarji
- Michele Di Giesi (v funkciji do 3.12.1976)
- Carlo Vizzini (v funkciji od 3.12.1976)

#### Člani
- Giuseppe Amadei
- Alberto Ciampaglia
- Pietro Longo
- Giuseppe Lupis
- Renato Massari
- Matteo Matteotti
- Pier Luigi Romita
- Martino Scovacricchi
- Mario Tanassi (v funkciji do 13.3.1979)

Bruno Sargentini (prevzel 14.3.1979)

### Repubblicano

#### Predsednik
- Oddo Biasini

#### Podpredsedniki
- Oscar Mammì

#### Sekretarji
- Antonio Del Pennino

#### Člani
- Susanna Agnelli
- Renato Ascari Raccagni
- Pasquale Bandiera
- Adolfo Battaglia
- Giorgio Bogi
- Pietro Bucalossi
- Francesco Compagna
- Aristide Gunnella
- Giorgio La Malfa
- Ugo La Malfa (v funkciji do 26.3.1979)

Emanuele Terrana (prevzel 28.3.1979)
- Vitale Robaldo

### Partito Liberale Italiano

#### Predsednik
- Aldo Bozzi

#### Podpredsedniki
- Raffaele Costa

#### Člani
- Giovanni Malagodi
- Antonio Mazzarino
- Valerio Zanone

### Partito Radicale

#### Presidenti
- Marco Pannella (v funkciji do 21.4.1978)
- Emma Bonino (v funkciji od 21.4.1978 do 20.12.1978)
- Mauro Mellini (v funkciji od 19.1.1979)

#### Podpredsedniki
- Francesco De Cataldo (v funkciji od 19.1.1979)
- Adele Faccio (v funkciji do 21.4.1978)
- Mauro Mellini (v funkciji od 21.4.1978 do 20.12.1978)

#### Sekretarji
- Emma Bonino (v funkciji do 21.4.1978)
- Adele Faccio (v funkciji od 21.4.1978 do 20.12.1978)
- Maria Luisa Galli (v funkciji od 19.1.1979)

#### Člani
- Emma Bonino (v funkciji do 20.12.1978)

Francesco De Cataldo (prevzel 21.12.1978)
- Adele Faccio (v funkciji do 13.12.1978)

Maria Luisa Galli (prevzela 15.12.1978)
- Marco Pannella (v funkciji do 17.1.1979)

Adelaide Aglietta (prevzela 23.1.1979, v funkciji do 31.1.1979)
Angelo Pezzana (prevzel 6.2.1979, v funkciji do 14.2.1979)
Roberto Cicciomessere (prevzel 21.2.1979)
Dne 8.5.1979 se je pridružil skupini poslanec Alessandro Tessari - originalno član Partito Comunista Italiano

### Partito di Unità Proletaria per il Comunismo - Democrazia Proletaria

#### Predsednik
- Luciana Castellina

#### Člani
- Silverio Corvisieri

poslanec do 3.1.1979 in se potem pridruži skupini Misto
- Massimo Gorla
- Lucio Magri
- Eliseo Milani
- Mimmo Pinto

### Misto

#### Predsednik
- Altiero Spinelli

#### Podpredsedniki
- Roland Riz

#### Sekretarji
- Luigi Spaventa

#### Člani
- Hans Benedikter
- Hugo Gamper
- Gennaro Guadagno (v funkciji do 1.1.1979)
- Salvatore Mannuzzu
- Claudio Napoleoni
- Giuseppe Orlando
- Sandro Saccucci
- Cesare Terranova

Dne 10.8.1976 se je pridružil skupini poslanec Ruggero Millet - originalno član Partito Comunista Italiano
Dne 15.1.1979 se je pridružil skupini poslanec Silverio Corvisieri - originalno član Partito di Unità Proletaria per il Comunismo-Democrazia Proletaria
Dne 8.5.1979 sta se pridružila skupini poslanca Raffaele Delfino in Andrea Galasso - originalno člana Costituente di Destra-Democrazia Nazionale